# Huarangal (Supe Puerto)
Huarangal es una localidad peruana ubicada en el distrito de Supe Puerto, perteneciente a la provincia de Barranca del departamento de Lima, en la costa central del Perú. 

## Ubicación
Huarangal se ubica al suroeste de la provincia de Barranca, en el distrito de Supe Puerto, en el departamento de Lima.

## Demografía
En 2017 Huarangal tenía una población de 6 habitantes.
| Gráfica de evolución demográfica de Huarangal entre 1993 y 2017 |
|                                                                 |
| Fuentes: Población 1993 y 2017                                  |